# Список эпизодов мультсериала «Озорные анимашки» (2020)
Здесь представлен список серий мультсериала «Озорные анимашки». Трейлер перезапуска (ребута) вышел 21 октября на официальном YouTube-канале Hulu. Оригинальный мультсериал 1993 года выходил сначала на телеканале Fox Kids, а затем на The WB в 1993—1998 годах и всего насчитывал 5 сезонов, 99 эпизодов. Премьера 1 сезона состоялась 20 ноября 2020 года на сервисе Hulu. Премьера 2 сезона состоялась 5 ноября 2021 года, а 3 сезона — 17 февраля 2023 года.

## Сезоны
| Сезон | Серии | Серии | Даты показа     | Даты показа     | Даты показа |
| Сезон | Серии | Серии | Первая серия    | Последняя серия | Канал       |
| ----- | ----- | ----- | --------------- | --------------- | ----------- |
| 1     | 13    | 13    | 20 ноября 2020  | 20 ноября 2020  | Hulu        |
| 2     | 13    | 13    | 5 ноября 2021   | 5 ноября 2021   | Hulu        |
| 3     | 10    | 10    | 17 февраля 2023 | 17 февраля 2023 | Hulu        |

## Список эпизодов

### 1 сезон (2020)
| № в сериале | № в сезоне | Название | Автор(ы) сценария                       | Режиссёр(ы)                         | Дата премьеры  |
| ----------- | ---------- | --- | --------------------------------------- | ----------------------------------- | -------------- |
| 1           | 1          | Jurassic Lark / Юрский жаворонок Люди обнаруживает Якко, Вакко и Дот в пустыне. Стивен Спилберг объясняет, что «ожившие» Анимашки вернулись через 22 года, и что это не перезапуск. Он также заявляет, что Пинки и Брейн участвуют в шоу. После его слов женщина падает в обморок. Уорнеры радостно прыгают в город, и затем начинается заставка. Название серии — это отсылка на название одного из фильмов Стивена Спилберга, Парк юрского периода. | Лукас Крэндлс Тимоти Наш                | Скотт О’Брайен                      | 20 ноября 2020 |
| 1           | 1          | Suspended Animation Part 1 / Запрещённые мультфильмы, часть 1 Уорнеры прибывают в воднонапорную башню студии Warner Brothers. Оказавшись внутри, они обнаруживают, что она охраняется системой безопасности с лазерами, которая предназначена для того, чтобы их поймать. Однако она оказывается неэффективной. Выйдя из башни, Уорнеры идут к охраннику Ральфу, и когда он обнаруживает их, он за ними гонится. Однако Уорнерам удалось обхитрить Ральфа и поймать в его собственный сачок. Затем Уорнеры идут к новому генеральному директору — Норе Рите Норите, пришедшей на смену мистеру Плотсу. Однако Норита уже знает о них из интернета. Уорнеры озадачены планшетом. Норита говорит, что он содержит «все человеческие знания». Якко думает, что это что-то съестное, и решает его употребить. Проглотив его, информация загружается в Якко, и он «теперь знает абсолютно всё о прошедших 22 годах». Затем Уорнеры поют песню о том, что они вообще пропустили за всё время их отсутствия после окончания оригинального шоу («Catch Up Song»). | Джесс Лочер Эндрю Барбо                 | Скотт О’Брайен Кэти Райс            | 20 ноября 2020 |
| 1           | 1          | Of Mice and Memes / О мышах и мемах Действие разворачивается в 1998 году. Пинки смотрит телешоу о самых глупых животных на свете. Брейн понимает, что люди действительно любят смотреть подобное и решает начать работать над злым планом, который занимает 22 года. Брейн объясняет Пинки, что люди, у которых уже есть смартфоны, публикуют видео с забавными животными, и оно может стать чрезвычайно вирусным. Брейн говорит, что он опубликует забавное видео о себе, предварительно включив свой собственный фильтр контроля разумом, позволяющий ему захватить весь мир. Брейн одевается как ребёнок и снимает себя на камеру. Его видео вообще не становится вирусным, и он уже хочет сдаться. От злости Брейн ударил рядом стоящий глобус и он, а точнее его хвост, случайно зацепился за него. Пинки решил заснять, как Брейн крутится на глобусе и то и дело застревает. Пинки опубликовал видео, применив тот фильтр контроля разумом. Брейн становится знаменитым и собирается пойти на ток-шоу с Сетом Мейерсом. Однако вскоре Брейн был выбит из шоу из-за нового мема под названием «Бизнес-хрюша», который стал популярным, поскольку Пинки повторно поделился видео Бизнес-хрюши, включив фильтр контроля разумом. Отвергнутые Пинки и Брейн отправляются в лабораторию ACME, где Брейн решает подготовиться к своей следующей схеме захвата мира. | Кэтлин Чен Брайан Полк                  | Скотт О’Брайен                      | 20 ноября 2020 |
| 1           | 1          | Suspended Animation Part 2 / Запрещённые мультфильмы, часть 2 Прогуливаясь по стоянке студии, Уорнеры натыкаются на двух рабочих, которые несут модель звездолёта «Энтерпрайз». Они объясняют, что у «Звёздного пути» был перезапуск, в то время, когда Уорнеры отсутствовали. Это вдохновляет Уорнеров обсуждать силу ремейков и ребутов. Они замечают несколько плакатов для шоу, расклеенных по всей стоянке, а затем Якко начинает песню, которая наносит удар по склонности Голливуда к перезапускам шоу («Reboot It»). После этого Якко произносит монолог о причинах перезапуска (ребута), и другие Уорнеры, похоже, присоединяются к Якко… До тех пор, пока исполнительный директор Hulu не предъявит «продажным мультяшкам» огромный чек на перезапуск. | Кэтлин Чен Брайан Полк                  | Скотт О’Брайен Кэти Райс            | 20 ноября 2020 |
| 2           | 2          | Warners Unbound / Анимашки неприкованные Древняя Греция. Уорнеры — греческие боги, которые решили отдохнуть, покинув гору Олимп. Они отправляются на остров, где проводят свой отпуск. Но сразу после того, как они устроились, чтобы как следует отдохнуть, Одиссей, царь Итаки, который направлялся в их сторону, исподтишка брызнул на Уорнеров. Их это очень разозлило. Уорнеры возвращаются на Олимп, чтобы мучить Одиссея, однако он любит то, что они делают. Последний вариант, который они решают сделать, — это поместить его на остров, населённый циклопом в образе Дональда Трампа. Циклоп берёт Одиссея и трёт его о свою оранжевую кожу. Одиссей мучается и умоляет Уорнеров отпустить его с острова. Уорнеры соглашаются и отпускают его домой. Уорнеры также хотели бы избавиться от циклопа, но римские боги сделали его полубогом, поэтому он не может быть уничтожен. | Джесс Лочер Эндрю Барбо                 | Кэти Райс Адриэль Гарсия            | 20 ноября 2020 |
| 2           | 2          | How to Brain Your Dragon / Как обхитрить дракона Средние века. Пинки и Брейн подслушали рассказ об ужасном драконе, о котором говорили, что если кто-то приручит его, то сможет захватить весь мир. Брейну нравится эта идея, и он вместе с Пинки убегает из клетки в поисках дракона. Когда Пинки и Брейн прибывают, они обнаруживают, что дракон страстно увлечён искусством, он актёр, и его зовут Бенедикт. Брейн решает сдаться, но потом понимает, что он может заставить Бенедикта разыграть его убийство, тем самым заполучив королевство. Мыши разыгрывают убийство Бенедикта перед королём, который обещал Брейну, что если он убьёт дракона, то получит королевство. Как только Брейн притворяется, что убил Бенедикта, он просыпается и спрашивает, как ему удалось сыграть. Король шокирован этим и сажает Пинки и Брейна в темницу. В подземелье Брейн готовится к своему следующему плану захвата мира. | Веллесли Вайлд Грег Вайт                | Кэти Райс Адриэль Гарсия            | 20 ноября 2020 |
| 2           | 2          | Suffragette City / Город суфражисток Дот поёт песню о том, как женщины получили право голоса. Как только она узнаёт, что персонажи мультфильмов не могут голосовать, она начинает движение, объединяющее анимационных персонажей всех видов(включая тех, которые прекратили свои выходы как персонажи, так и мультипликационное произведение). Этот протест привлекает многих людей и становится последней новостью. Дот предлагает эту идею Конгрессу, и тогда мультгерои допускаются к голосованию. | Джесс Лочер Эндрю Барбо                 | Кэти Райс                           | 20 ноября 2020 |
| 3           | 3          | Gold Meddlers / Перехватчики медалей Уорнеры разбили лагерь только для того, чтобы принять участие в эстафете огня греческих игр. Чемпион, Нильс Нидхарт, выбрасывает их со стадиона. Уорнеры сердятся, возвращаются и решают бросить ему вызов в греческих играх. Нильс старается изо всех сил, но Уорнеры побеждают во всех видах спорта благодаря своим дурацким выходкам. Нильс закатывает истерику, в то время как Уорнеры получают грузовик золотых медалей. Пока Нильс плачет, Уорнеры думают, что в медалях есть шоколад. Узнав, что это чистое и бесполезное для них золото, Уорнеры отдают свои медали Нильсу. Медали оказываются слишком тяжёлые, и вместе с ними Нильс проваливается под землю в ад. | Грег Вайт Веллесли Вайлд                | Брэд Варон                          | 20 ноября 2020 |
| 3           | 3          | Pinko and the Brain / Пинко и Брейн 1953 год. Пинки и Брейн преподносятся в подарок известному сенатору Гарпу. Брейн планирует занять его место и шантажировать каждого политика до тех пор, пока он не останется единственным, что позволит ему захватить мир. Брейн говорит Гарпу, что детям разрешено кататься на качелях, и Гарп убегает из своего кабинета. Брейн входит в механический человеческий костюм, который он построил, чтобы выдать себя за сенатора Гарпа. Затем Брейн приходит в офис, и работница по имени Бри замечает что-то странное. Бри входит в офис и видит, что Брейн разговаривает с Пинки, из-за чего та в шоке роняет кружку и убегает. Бри рассказывает другим рабочим, что она видела, но Брейн утверждает, что Пинки — просто его итальянский усатый друг. Другие рабочие верят ему, но Бри относится к этому подозрительно. Брейн обвиняет политиков, которые выглядят или ведут себя как мыши, и сажает их в тюрьму. После его успехов, он находит Бри, роющуюся в его файлах. Брейну она становится подозрительной, и он решает обвинить её в конференции в том, что она мышь. Бри обвиняет Пинки и Брейна в том, что они мыши, но Брейн показывает Пинки, и говорит, что он не мышь. Пинки нервничает и снимает налепленные усы, от этого все становятся в шоке. Брейн убегает, летя ввысь, пробивая стену, положив Пинки в карман. Брейн говорит, что они должны подготовиться к следующей схеме захвата мира, поскольку они врезались в монумент Вашингтону. | Джесс Лочер Эндрю Барбо                 | Бретт Варон Кэти Райс               | 20 ноября 2020 |
| 3           | 3          | Math-Terpiece Theater: Apples / Занимательная математика: Яблоки Дот представляет драматический урок математики. Речь идёт о бедной женщине по имени Нэнси, у которой есть 5 яблок, которые она украла. В погоне за полицейским она теряет 2 яблока. 1 яблоко берёт собака, а другое — её ребёнок, который бросает его в полицейского. Сколько яблок у неё осталось? 3. По мере того как скетч приближается к концу, намекается на будущую проблему, связанную с поездом А, идущим со скоростью 40 миль в час, который покинул станцию в 2:45. | Джесс Лочер                             | Адриэль Гарсия                      | 20 ноября 2020 |
| 4           | 4          | Bun Control / Закон о кроликах Фермер Дуэйн Лапистол приезжает к водонапорной башне и продаёт кроликов. Вакко и Дот их обожают и покупают двух. На следующее утро кролики размножились. Башня Уорнеров была ими переполнена. Якко пытается вернуть кроликов Дуэйну, но тот отказывается, говоря, что люди с большим количеством кроликов — лучшие люди. Тогда Уорнеры идут к генеральному директору Норе Рите Норите, чтобы сообщить о проблеме. Норита хочет, чтобы кроликов оставили в студии, а Уорнеров выгнали. Наполняясь кроликами, водонапорная башня взрывается. Уорнеры очень злятся, и шоу переходит в аниме-битву. Дуэйн сражается и побеждает с помощью гигантских кроликов. Шоу возвращается к нормальной форме, и Вакко решает позвать динго на помощь. Динго забирают всех кроликов и продают их людям, в то время как Дуэйна упаковывают и сажают в грузовик. | Джесс Лочер Эндрю Барбо                 | Скотт О’Брайен Адриэль Гарсия       | 20 ноября 2020 |
| 4           | 4          | Ex-Mousina / Из мышины Брейн мработает над новым изобретением, чтобы захватить мир. Пинки очень любопытно посмотреть, что это такое. Его изобретение носит название «Б. Р.Е. Й.Н.», что расшифровывается как «бинарный робо-грызун с эволюционно-искусственным интеллектом и нанотехнологиями». Брейн решает, что робот будет его сыном, чтобы он мог помочь в его злых планах по захвату мира. После того как Брейн поёт песню о близости со своим изобретением («Bonding»), он предлагает свой план. Робот говорит, что это не сработает и не имеет смысла. Брейн пробует другие идеи, но робот предлагает свой собственный план, который включает в себя уничтожение как Пинки, так и Брейна. «Б. Р.Е. Й.Н.» становится очень большим и перед уничтожением мышей спрашивает последнее слово. Пинки задаёт глупый вопрос, который заставляет систему «Б. Р.Е. Й.Н.» взорваться из-за ошибки. После этого Пинки и Брейн убирают оставшиеся части робота, и Брейн говорит, что завтра вечером они снова попытаются захватить мир. | Грег Вайт Лукас Крандлс Тимоти Наш      | Скотт О’Брайен                      | 20 ноября 2020 |
| 4           | 4          | Bloopf Уорнеры проводят конференцию для приложения под названием Bloopf, которое содержит 1/10 секунды видео. После показа топ-10 видео приложения, Bloopf приобретается Spooder — приложением, которое имеет ослепительные огни и звуки, которые могут слышать только собаки. | Кэтлин Чен Брайан Полк                  | Эрик Натсон                         | 20 ноября 2020 |
| 5           | 5          | Good Warner Hunting / Охота на Уорнеров Уорнеры пытаются придумать новые идеи для шоу, но всё безуспешно. Они задаются вопросом, что случилось с большинством персонажей, присутствоваших в оригинальном шоу 1993 года, таких как Минерва Минк, белка Слэппи и т. д. Оказывается, что охотник по имени доктор Уолтер Грабб поймал и повесил их у себя на стене. Он клянётся найти и поймать Уорнеров, чтобы закончить свою коллекцию. Грабб пробирается в студию, но вместо этого Уорнерам, наоборот, нравится, что их пытаются поймать. Уорнеры бегут в парк и устраиваются поудобнее в стоге сена, прося охотника прочитать ему сказку на ночь. На самом деле это лишь их хитрый план, чтобы заставить Грабба заснуть. Уорнеры возвращаются домой, а на следующее утро охотник просыпается в ярости. Он ловит Уорнеров и приводит их в свой особняк. Оказавшись там, Уорнеры замечают, что у него есть все мультяшные персонажи в шоу, кроме Пинки, Брейна и Курица Бу. Однако Уорнеры этому не удивлены, поскольку Бу, по словам Якко, был самым непопулярным персонажем в шоу, и его не пустили в перезапуск. После того, как этот вопрос поднялся, Грабб стал отнекиваться и утверждать, что это всё неправда. В итоге он и оказался Курицом Бу. Якко Уорнер позволяет Курицу Бу убежать, предвкушая, как другие герои мультсериала выйдут из стены и погонятся за Курицем Бу. | Лукас Крандлс Тимоти Наш                | Кэти Райс                           | 20 ноября 2020 |
| 5           | 5          | No Brainer / Безмозглый Брейн застрял в скоростной автомобильной погоне, звоня Пинки по телефону и говоря, что он создал идеальный план мирового господства. Пинки не слышит, что говорит Брейн, поскольку он слишком занят игрой в видеоигру. Враги Брейна, якудза, догоняют его и бросают на дорогу банановую кожуру, из-за чего Брейн падает. Через 2 дня Брейн снова просыпается в лаборатории ACME, но он не может вспомнить план мирового господства. Брейн спрашивает у Пинки, но тот его не слушает. Брейн говорит, что они должны проникнуть в АНБ, чтобы найти телефонный звонок, когда он звонил Пинки. Мыши отправляются по почте к разоблачённому Эдварду Сноудену, который может проникнуть в АНБ. Сноуден любит растения, и он просит, чтобы мыши вернули его любимое растение Дженни, которое он оставил в своём старом офисе в АНБ. Пинки и Брейн врываются и скачивают телефонный звонок. Как только обнаруживаются мыши, агентство приходит в состояние боевой готовности. Брейн хочет бежать, но Пинки говорит, что они не могут уехать без Дженни. Пинки и Брейн забирают Дженни и отдают растение Эдварду. Возвращаясь в лабораторию, Брейн слушает телефонный звонок и обнаруживает, что Дженни была секретом мирового господства. Не имея возможности вернуть растение, Брейн решает подготовиться к следующей схеме захвата мира. | Кэтлин Чен Брайан Полк                  | Кэти Райс                           | 20 ноября 2020 |
| 5           | 5          | Ralph Cam На кадрах с камер наблюдения видно, что охранник Ральф спит у ворот. Уорнеры, одетые в костюмы Хэллоуина, приезжают на грузовике и оставляют вампира и его гроб у ворот. Вампир прячется и уходит в своём гробу из-за солнца, в то время как Ральф всё ещё спит. Уорнеры ломают часть ворот и делают маленькие кусочки дерева. Приезжает грузовик с донором крови, и Уорнеры берут немного крови, а затем пропускают грузовик. Затем Уорнеры положили пакетики с кровью на всё ещё спящего Ральфа. Позже той же ночью вампир чувствует запах крови, и Уорнеры нападают, только для того, чтобы вампир попытался высосать кровь Якко. Дот останавливает вампира, в то время как Вакко достаёт холодильник и берёт еду. Вампир приходит, чтобы напасть на Вакко, но Вакко показывает вампиру кимчи, и тот в страхе убегает. Ральф внезапно просыпается, почуяв запах кимчи, и бросается в погоню за Уорнерами. Охранник поскользнулся на мешке с кровью и закричал, уже измазавшись в крови. | Джордан Вандина                         | Кэти Райс Дэйв Томас Адриэль Гарсия | 20 ноября 2020 |
| 6           | 6          | The Cutening / Омиление Дот просыпается в ужасное, уродливое утро и испытывает отвращение к своим братьям. Дот достаёт странный милый кекс и ест его, чтобы выглядеть действительно мило. Она становится в другом стиле, более милой и кавайной, и решает применить его и на своих братьях. Затем Дот решает использовать свои милые способности на весь мир, и это становится совершенно новым милым мультфильмом-мюзиклом («What If?»). Однако, 4 недели спустя Уорнеры сошли с ума и не могут перестать петь. Дот замечает голубя и задаётся вопросом, если они делают грубые вещи, то они, наверняка, изменятся обратно. После того, как каждый из Уорнеров облизнул голубя, мир возвращается к нормальному состоянию. За исключением того, что Уорнеры стали наполовину голубями. | Джесс Лочер Эндрю Барбо                 | Бретт Варон                         | 20 ноября 2020 |
| 6           | 6          | Close Encounters of the Worst Kind / Близкие контакты в худшей степени Брейн делает запись для контакта с инопланетянами, прося их захватить мир и позволить ему править им. В конце записи она меняется на Пинки, который поёт песню «Хочу плясать» («I Wanna Dance»). Брейн сердится, что Пинки записал его сообщение, и быстро связывается с инопланетянами, чтобы встретиться с ними в лесу. Как только инопланетяне прибывают, они радостно приветствуют Брейна. Он хочет, чтобы они захватили весь мир, начиная с торгового центра. В торговом центре, вместо того, чтобы сеять хаос, всё, что делают инопланетяне, так это едят еду и поют караоке с Пинки, особенно песню «Хочу плясать». Брейн забирает Пинки из караоке-центра, отправляется на космический корабль и пытается отправиться на планету в поисках других инопланетян, разделяющих его цели. Однако запуск корабля безуспешен. Учёные берут Пинки и Брейна, думая, что они инопланетяне и экспериментируют над ними. Пинки замечает, что Габриэлла, одна из инопланетянин, поёт по телевизору, в то время как Брейн строит свой следующий план захвата мира. | Грег Вайт Джесс Лочер Эндрю Барбо       | Бретт Варон                         | 20 ноября 2020 |
| 6           | 6          | Equal Time / Равное время Уорнеры проводят выборы 2020 года, с точечными репортажами из Айовы, которые, по всей видимости, неинтересны, и с Вакко с избирательной картой, который пытается спеть «Америку Вакко», чтобы скрасить обстановку. В общем, всем скучно. Уорнеры решают, что им следует показывать объявления других кандидатов на выборах о том, что они будут делать, поскольку кандидаты от доминирующих партий уже надоели. Например, если Джин Грейви (Американская партия свободных бассейнов), станет президентом, то она сделает все частные бассейны общественной собственностью. Если Эда Ортиса (Партия сюрпризов) изберут президентом, то он будет бросаться на людей и высказывать свои идеи. Ещё одна партийная реклама собирается показаться, однако её опередила российская партия — Суперамериканская партия Америки. Кандидатом в президенты США от неё является робот-дрон Джонни Благодарение. Якко заявляет, что это не та реклама. Вакко был заменён Джонни Благодарением, отрицающим, что он ничего не взламывал. Якко верит Джонни, в то время как он внезапно выходит из строя. Якко спрашивает Джонни, всё ли с ним в порядке, в то время как два русских, сидящих в «Штабе вмешательства в выборы США» смотрят в камеру, гадая, изберёт ли робота американский народ. Один из русских сказал, что он человечней предыдущего, и они оба смеются. | Джесс Лочер Эндрю Барбо Веллесли Вайлд  | Бретт Варон                         | 20 ноября 2020 |
| 7           | 7          | Warner She Wrote / Она написала мультфильм Уорнеры путешествуют на поезде под названием «Западный Экспресс» примерно в 1800-х годах. Собака по кличке Джиджи сеет хаос во всём поезде. Во время ночного сна поезд врезается в кучу снега и останавливается на ночь. В то утро собаку кто-то поймал. Якко ищет улики и обнаруживает, что владелец был пропитан хлороформом с помощью носового платка Дот. Якко обвиняет её, но она использовала платок для фокусов прошлой ночью. Дот обвиняет Вакко, который уходил куда-то прошлой ночью. Вакко объясняет, что он просто принимал ванну, и почти все в поезде видели его. Уорнеры ищут новые улики и находят письмо, в котором говорится, что оно от Джиджи, и что она убежала, и определённо не застряла в багажном отделении. Якко находит Джиджи в багажном отделении и обнаруживает, что кондуктор Маргарет догнал Джиджи. Он хотел продать собаку на чёрном рынке и прикончить Уорнеров. Уорнеры развязали Джиджи и позволили ей напасть на Маргарета. На вокзале Уорнеры воссоединяют собаку с её хозяйкой. | Кэтлин Чен Брайан Полк                  | Эрик Натсон                         | 20 ноября 2020 |
| 7           | 7          | France France Revolution / Франко-французская революция Франция, 1700-е годы. Уорнеры — крестьяне, ищущие какую-нибудь еду, чтобы не умереть с голоду. Им невезёт с поисками до тех пор, пока королева Мария-Антуанетта не проезжает мимо. Она случайно роняет кусочек своего торта, который Дот хочет сохранить, но её братья съедают его. Дот злится, поскольку торта больше нет, но Якко говорит, что если они проникнут в королевский дворец, то смогут получить ещё. Уорнеры изображают из себя слуг Мари, и пока Дот отвлекает её советами по уходу за собой, Якко и Вакко едят сладости королевы. Затем Мария обнаруживает, что Уорнеры — это крестьяне, которые просто ворвались в дворец. Она выгоняет их, а потом возвращается в дворец, чтобы съесть ещё тортов. Уорнеры должны быть казнены на глазах у всей деревни, но они убеждают людей, что им следует прийти во дворец и съесть всевозможные сладости. Мария забирает с собой остатки пирога и падает в грязь. Королева сказала, что просто хочет, чтобы её любили, а Якко говорит, что они так бедны, что крестьяне даже не могут купить хлеба, что побудило Марию произнести свою историческую фразу «Пусть едят торт». Уорнеры закрыли эпизод, превратив его в игровое шоу, и призом для Марии является домашний арест в её дворце в Париже до тех пор, пока монархия не будет упразднена и ей не грозит окончательная казнь. | Эндрю Барбо                             | Скотт О’Брайен Адриэль Гарсия       | 20 ноября 2020 |
| 7           | 7          | Gift Rapper / Одарённый рэпер Уорнеры делают кровать-катапульту, с помощью которой они случайно попадают в зал, где проводятся съёмки музыкального клипа для рэпера Jay-Pac Le East Tha Rapper («8 Mile»). После того как рэпер говорит, что он лучше Шекспира, Якко решает устроить с ним рэп-баттл. В итоге он побеждает, рэпер помирился с Якко. Удивительно то, что диджеем оказались Пинки и Брейн, осуществлявшие свой очередной план по захвату мира. | Лукас Крандлс Тимати Наш                | Скотт О’Брайен                      | 20 ноября 2020 |
| 8           | 8          | WhoDonut / Взлом с пальчиковением Однажды утром Вакко просыпается и обнаруживает, что его пончики съедены. Вакко спрашивает, ели ли Якко и Дот его пончики, но они были на свидании вслепую с летучими мышами. Вакко замечает муравья с крошкой от пончика, и Уорнеры следуют за ним к воротам студии, где спит Ральф. Вакко спрашивает, не он ли украл пончики, но Ральф говорит, что он может есть только то, что имеет форму динозавров. Тогда Уорнеры идут к генеральному директору Норе Рите Норите. Когда её спрашивают, не украла ли она пончики, она просто истерически смеётся, говоря, что не брала их. Уорнеры гадают, не выкупил ли магазин пончиков обратно пончики. В магазине продавщица это отрицает, говоря, что это мерзко. Тогда Вакко заказывает ещё пончиков. Позже, вечером, когда Вакко засыпает, он ходит во сне, поедая свои пончики. Якко и Дот замечают это и понимают, что Вакко ел пончики во сне. В тот вечер они снова идут на свидание вслепую с летучими мышами, на этот раз в перевёрнутом кафе. | Грег Вайт Джесс Лочер Эндрю Барбо       | Кэти Райс                           | 20 ноября 2020 |
| 8           | 8          | Mousechurian Candidate / Мыщурский кандидат Брейн использует мышиный лабиринт, чтобы захватить мир, выбрав самую умную из мышей в качестве своей первой леди, чтобы он мог баллотироваться в президенты. Победила мышь Джулия. После того как Брейн делает ей предложение, а она соглашается, он начинает свою кампанию. Как только объявляются кандидаты, вместо Брейна появляется Джулия. Джулия планирует помогать стране. Она не хочет править ею, как хочет править Брейн. В результате на первых же дебатах Брейн включает своё устройство послушания, что делает Джулию полностью покорной Брейну. В разгар дебатов устройство выходит из строя, и Джулия безумно убегает. Её соперница Таня Уолш побеждает на выборах. Брейн предполагает, что Джулия вернулась в своё первобытное состояние. Однако она тайно шпионит за Брейном, пока он строит свой следующий план захвата мира. | Джесс Лочер Эндрю Барбо                 | Кэти Райс                           | 20 ноября 2020 |
| 8           | 8          | Starbox and Cindy / Старбокс и Синди Крошечные злые инопланетяне приходят на Землю со своим лидером Старбоксом. Он должен выбрать место, чтобы они могли захватить Землю. Вместо этого Старбокса приземляется в песочнице девочки по имени Синди. Она любит инопланетянина и держит его как своего питомца. Старбокс пытается убежать несколько раз, но Синди продолжает ловить его. В общем, девочка мучает Старбокса, в то время как инопланетяне всё ещё ждут его приказа об атаке. | Джесс Лочер                             | Кэти Райс                           |                |
| 9           | 9          | Here Comes Treble / Пронзительные звуки Во время записи саундтрека к фильму с Уорнерами они путаются в музыкальных репликах. Дирижёр злится на Уорнеров за их удивление. Следующая сцена содержит умножение Уорнеров, которые убегают с экрана и заменяют оркестр. После того, как дирижёр видит беспорядок, который устроили Уорнеры, Дот стреляет из пушки в него. Теперь дирижёр играет роль Уорнеров, а Уорнеры управляют им и дирижируют музыкой. | Кэтлин Чен Брайан Полк                  | Бретт Варон                         | 20 ноября 2020 |
| 9           | 9          | That’s Not the Issue / Это не проблема В «Faux News» (что переводится как «Фальшивые новости») Так Бакерсон берёт интервью у Якко по поводу того, что уличные банды — это проблема современного мира. Якко отрицает это и говорит, что проблема в велосипедистах, и что нужно продать велосипед. Дот говорит, что это не главная проблема, а что проблема в учёных — являются ли они ботанами или милашками. Вакко говорит, что это не проблема, проблема в том, что он не получает достаточно тефтелей в своих макаронах. Якко говорит, что это не проблема, говоря, что помидоры — вот где проблема, мол, непонятно, это фрукт, овощ, или агент ЦРУ? Так Бакерсон говорит, что проблема в оружейном лобби. Вакко говорит, что проблема в том, что в оружейном лобби не хватает торговых автоматов. Дот говорит, что у Така явные проблемы — вот в чём проблема! Дот также говорит, что проблема в том, где она проводет Рождество с Таком. Так просит подкинуть нормальных проблем, и Вакко даёт ему охотничий журнал. Так объясняет, что ему нужна тема для обсуждения. Он спрашивает, как Уорнеры относятся к жестокости в детских передачах. Уорнеры говорят, что им нравится, когда наковальня падает на голову Така. Он решает закончить шоу, которое заканчивается тем, что Уорнеры улетают на самолёте, оставляя след самолёта, где написано «Goodnight, everybucky!» / «Доброй ночи, ребятня!». | Бен Уорхейт                             | Бретт Варон                         | 20 ноября 2020 |
| 9           | 9          | Future Brain / Брейн из будущего Фильм Брейна был номинирован на Оскар. Брейн планирует сфальсифицировать церемонию награждения, заменив карточку своим фильмом. Во время поездки на мероприятие, Пинки похищает Брейн из будущего, который использует портальную пушку, чтобы вернуться в лабораторию ACME, где он требует от Брейна, чтобы он убил Пинки, иначе его план с церемонией провалится. Но Брейн всё отрицает, поскольку он знает Пинки много лет и доверяет ему. Брейн использует телепорт, чтобы вернуться на церемонию вместе с Пинки. Во время вручения Оскара Пинки меняет конверт на брейновский, который оказывается рецептом чизкейка Пинки. Брейн из будущего говорит, что Пинки помешал Брейну, и что Брейн должен бросить эту глупую мышь, поскольку она часто рушит его планы. В итоге Пинки ухитряется поймать портальную пушку, но он не видит разницы между обоими Брейнами. Вместо этого Пинки стреляет в стену и случайно телепортирует Брейна из будущего в прошлое. Брейн из будущего нашёл себе друга-рыбу, схожую с поведением Пинки, и назвал её Блинки. Тем временем в лаборатории ACME Брейн строит свой следующий план захвата мира. | Кэтлин Чен Брайан Полк                  | Бретт Варон                         | 20 ноября 2020 |
| 9           | 9          | The Incredible Gnome In People’s Mouths / Невероятный гном во ртах людей Данный сегмент повествует о человеке по имени Майк Бентон, который ищет вечную жизнь. Майк проводит эксперимент над собой, но только для того, чтобы выйти из строя и сделать из него гнома, да такого, чтобы он мог говорить за тех людей, которые в некоторых случаях не могут говорить за себя. Женщина по имени Марша идёт на свидание с мужчиной по имени Шон, который говорит, что влюблён в Маршу. Гном выходит из уст Марши, говоря, что Шон хочет её только ради денег. Марша говорит, что готова платить за еду, и она тоже его любит. Шон и Марша решают пожениться, и на свадьбе снова появляется гном, который говорит, что Шон хочет её только для своей коллекции автоматов для пинбола. Мужчина признаёт это, поэтому под контролем гнома Марша уезжает. В итоге гном покидает рот женщины, чтобы отправиться туда, где он в следующий раз будет нужен. | Эндрю Барбо Джесс Лочер Веллесли Вайлд  | Адриэль Гарсия Бретт Варон          | 20 ноября 2020 |
| 10          | 10         | Anima-Nyet / Русские Анимашки Вакко разогревает пульт от телевизора в микроволновке, утверждая, что он таким образом будет обладать магической силой. Пульт вместо этого воспроизводит иностранные ТВ-каналы. Просматривая их, Уорнеры натыкаются на нелицензионную версию своего шоу из России, используемую в качестве пропутинской пропаганды и имеющую ужасную актёрскую игру. Уорнеры злятся на то, что их представляют таким образом, и с удивлением обнаруживают, что русские шпионили за ними. Внезапно русский седой мужчина (вероятно, отсылка на Никиту Михалкова или Александра Лукашенко), выдающий себя за американского стажёра, ремонтирует телевизор, прикрывает экран доской, доставляет кофе, на стаканчиках которого красуется серп и молот и уходит. Затем он заходит в сценарную комнату и крадёт оттуда сценарии. В общем, Уорнерам надоело то, что русские шпионят. Поэтому они решают покончить с этим и отправляются в Россию. Уорнеры обнаруживают, что русские также скопировали Пинки и Брейна (Тупая мышь и Распутин). Уорнеры приходят на съёмочную площадку и говорят русским, что они себя ведут неправильно, и учат их быть и вести себя как они («Be Like Me»). В итоге Владимир Путин отдаёт приказ арестовать режиссёра «Русских Анимашек» Сергея Соколова за то, что он сделал счастливую песню (хотя виноваты в этом сами Уорнеры). Затем Уорнеров доставляют домой на самолёте ВВС-1. | Лукас Крэндлс Тимоти Нэш Веллесли Вайлд | Скотт О’Брайен                      | 20 ноября 2020 |
| 10          | 10         | Babysitter’s Flub / Провальные няньки Брейн рассчитал, что метеорит приземлится на детской площадке. С помощью него ему удастся захватить весь мир, так как он обладает некими магисческими свойствами. Как только метеорит падает на землю, его маленькую частичку съедает маленький мальчик по имени Райли. Пинки и Брейн прыгают и прячутся в рюкзак Райли, чтобы забрать метеорит. Прибыв в детский сад с мальчиком, Пинки изображает из себя говорящую игрушку, чтобы развлечь детей, пока Брейн ищет Райли, вскоре получившего телекинетические способности от метеорита. Мальчик берёт Пинки, думая, что он игрушка. Брейн пытается вернуть Пинки, но Райли закатывает истерику и вызывает торнадо. Пинки велит спеть ему скучную колыбельную, чтобы он уснул. Брейн так и поступает. Как только мальчик засыпает, он икает, выбрасывая ту частичку метеорита. В это время пришли родители детей. Мыши тут же ринулись за метеоритом, но, к несчастью, были накрыты мусорным баком. Родители отправили Пинки и Брейна в среднюю школу на проведение опытов. Брейн говорит, что если они выберутся отсюда, то завтра ночью он планирует захватить весь мир. Тем временем девочка съедает тот метеорит. Благодаря ему она стала парить в воздухе вместе с другими детьми. | Кэтлин Чен Брайан Полк                  | Скотт О’Брайен                      | 20 ноября 2020 |
| 10          | 10         | The Warners’ Press Conference / Пресс-конференция с братьями и сестрой Уорнер На постэпизодной пресс-конференции репортёр спрашивает о финале сегмента «Провальные няньки», который был неожиданным. Якко говорит, что Пинки и Брейн вернутся туда завтра и попробует сделать то, что делают каждый вечер. Другой репортёр спрашивает о том, почему Вакко так потеет, он отвечает, что это просто мясные соки. Якко говорит, что они учили русскую культуру, но он в этом не уверен. Другой репортёр спрашивает о физической комедии в «Русских Анимашках» и о том, что с ней случилось. Вакко бьёт Якко молотком, и это людям по нраву. Другой репортёр спрашивает, что Уорнеры за спортсмены. Вакко говорит, что они ничего не понимают в спорте и вообще не спортсмены. Другой репортёр говорит, что в Пинки и Брейне содержится лженаука. Якко отвечает, что она использовал её экстренную кредитную карту для блинов. Затем репортёр спрашивает о втором сезоне. Дот начинает рассказывать остальным о следующем сезоне, но тут над репортёрами нависает клетка. Студия говорит, что информация была засекречена, и репортёры должны содержаться незаконно до дальнейшего уведомления. Студия уводит репортёров, а Вакко спрашивает, будут ли они по-прежнему заниматься спортом. | Джесс Лочер Тед Малкерин Веллесли Вайлд | Адриэль Гарсия                      | 20 ноября 2020 |
| 11          | 11         | Phantomaniacs / Фантомашки Маленькая девочка, которая спит со своей семьёй, просыпается и обнаруживает, что телевизор включён со статическими помехами. Уорнеры появляются как призраки и сеят хаос вокруг дома, разбудив семью. Когда Вакко видит чучело клоуна, он его пугается, и вместе с Якко и Дот засасывается в телевизор, который включила кошка. Но маленькая девочка снова включает телевизор, когда водонапорная башня появляется в её глазах, говоря: «Они вернулись!». | Веллесли Вайлд                          | Кэти Райс                           | 20 ноября 2020 |
| 11          | 11         | Fear and Laughter in Burbank / Страх и смерть в Бербанке Уорнеры выходят на улицу и приходят в дом, где у двери стоит ваза с конфетами. На табличке написано: «Возьмите одну, пожалуйста». Якко с Дот берёт одну, а Вакко берёт огромный комок конфет. Он выкатывается из рук Вакко и падает в канализацию. Затем Вакко замечает, что в канализации есть глаза. Палец указывает на конфету, и таинственная фигура спрашивает, хочет ли Вакко себе её вернуть. Вакко в раздумьях, в то время как фигура говорит, что есть правило пяти секунд. Через пять секунд фигура отбрасывает всё остальное и протягивает одну конфетку. Фигура говорит, что эта конфетка всё ещё в обёртке, и Вакко должен подойти поближе, чтобы её забрать. Фигура рассеивается и показывается клоун. Вакко очень пугается его, поскольку он по жизни боится клоунов. Но он обратил внимание на то, что у клоуна схожие с ним глаза, и стал считать милашкой. Якко спрашивает, не ушёл ли клоун из цирка. Клоун отрицает это и говорит, что он — танцующий клоун Никелвайз (пародия на Пеннивайза). Уорнеры в восторге от того, что он танцор, и думают, что он настоящий Джон Траволта. Никелвайз объясняет, что питается страхами. Он пугает маленького ребёнка, одетого в костюм Робина, съедает его душу и становится очень толстым, но Вакко выталкивает другую душу и Никелвайз возвращается к своей старой форме. Дот советует, чтобы клоун отказался от молочных продуктов. Уорнеры сводят Никелвайза с ума. Затем появляется Ральф и говорит, что им нельзя здесь находится. Дот отвечает, что они разговаривают со своим «новым канализационным другом Никлпаем». Затем из канализации выходят три воздушных шара, каждый из которых имеет форму и цвет, привлекающий Уорнеров. Якко задаётся вопросом, не превратился ли Никелвайз в воздушные шары. Дот следует за своим розовым воздушным шариком в ванную, где течёт раковина, и вода разбрызгана по всему полу. Она в замешательстве поворачивается к раковине. Вдруг замигал свет, её отражение стареет и превращается в пожилую женщину, и Дот кричит. Затем отражение превращается в Никелвайза, и он спрашивает, нравится ли Дот то, что она видит, и как она больше не будет милой, когда состарится. Но Дот просит Никелвайза вернуть отражение к старушке. Дот спрашивает у бабули, мол, не хочет ли она взять ещё пару кошек. Она даёт утвердительный ответ, в то время как Никелвайз выходит из ванной ошеломлённый, и из него вылетает детская душа. Вакко следует за воздушным шаром в форме хот-дога на пустую сцену. Двери сцены закрываются, и свет падает на стол с едой. Вакко начинает есть еду, в то время как голос Никелвайза говорит ему есть. Вакко обнаруживает, что пища резиновая, и пробует другие, но только обнаруживает те же результаты. Лицо Никелвайза злобно выскакивает из индейки, но Вакко просто ест Никелвайза. Никельвайз вырывается изо рта Вакко и выплёскивает наружу ещё больше детских душ. Никелвайз пускается наутёк, бежа к своей последней жертве. Якко следует за голубым шаром в кабинет, где всё тихо. Якко шутит про кофеварку, но вокруг никого нет, чтобы посмеяться. Как только он находит шар, он шутит об этом, но никому нет дела. Якко пугается, но радуется, когда шар лопается и появляется Никелвайз. Якко пытается пошутить, но клоун сидит, не обращая на это никакого внимания. Якко становится страшно, как только он думает, что никто не считает его смешным. Затем Никелвайз начинает высасывать душу из Якко, становясь очень большим. Тут прибывают Вакко и Дот и останавливают Никелвайза. Якко рад их видеть и спрашивает, смешной ли он. Вакко и Дот говорят, что да, что поднимает настроение Якко. Он спрашивает, где они были, и Дот отвечает, что видела своё будущее, а Вакко «ел пузырики и скрипел». Затем Уорнеры радостно танцуют вокруг Никелвайза, сводя его с ума, и он начинает выпускать детские души и убегает, становясь всё меньше и меньше. Клоун пытается дотянуться до кнопки лифта, но не может, потому что он стал слишком маленьким. Уорнеры пытаются помочь Никелуайзу, но вместо этого он выбегает из окна и возвращается в канализацию, также выпуская душу того ребёнка, который был одет в костюм Робина. Уорнеры следуют за ним, спрашивая, будет ли он их другом. Никелвайз залезает в бумажный кораблик и плывёт в канализационную трубу. Уорнеры находят только его одежду и гадают, куда он делся. Они думают, что он действительно Джон Траволта, в то время как Никелвайз входит в ванну, где Ральф прячется от Хэллоуина. | Кэтлин Чен Брайан Полк Грег Вайт        | Кэти Райс                           | 20 ноября 2020 |
| 11          | 11         | Bride of Pinky / Невеста Пинки Брет создаёт девушку-монстра по имени Друзилла (пародия на Франкенштейна), чтобы напугать деревню до подчинения, но она и Пинки влюбляются друг в друга. Затем Брейн решает создать ещё одного монстра, чтобы использовать его для захвата деревни. Пока Пинки готовится к свадьбе, Брейн усердно работает над другим монстром. На свадьбе, когда все увидели истинную сущность Друзиллы, они гоняются за Пинки и его невестой, в то время как Брейн закончил работу. Это приводит к тому, что Друзилле теперь больше по нраву новый монстр, чем Пинки. Брейн говорит, что нужно вернуться к тому же, что и каждый вечер — пробовать захватить деревню. | Грег Вайт Веллесли Вайлд                | Кэти Райс                           | 20 ноября 2020 |
| 11          | 11         | Things That Go Bump in the Night / О вещах, которые пугают нас ночью В темноте два монстра сталкиваются друг с другом. Пока один из них извиняется, в комнату врывается ещё один монстр и спрашивает, где его большой палец. Один монстр думает, что сидит на нём, но на самом деле это хвост монстра побольше. Влетает ещё один монстр и говорит, что у него нет хвоста. Затем монстр начинает лизать других монстров. В общем, своими разговорами они пробудили гигантского монстра, который однажды будет править миром. Остальные монстры быстро уходят от него подальше. | Кэтлин Чен Брайан Полк                  | Кэти Райс                           | 20 ноября 2020 |
| 12          | 12         | A Zit! / Прыщ! Дот узнаёт, что у неё прыщ, и пугается, потому что ей нужно сделать снимок для лучших домов и башен («A Zit»). Дот спрашивает своих братьев, выглядит ли она некрасиво. Якко и Вакко думают, что прыщ довольно большой. Дот кричит, но замечает, что прыщу стыдно, что у него есть Дот. В итогде Дот и прыщ дружат и счастливы быть вместе. В конце на экране появляется надпись «RIP: Прыщ», потому что он прожил всего одну неделю. | Тимоти Нэш Лукас Крандлс                | Бретт Варон                         | 20 ноября 2020 |
| 12          | 12         | 1001 Narfs / Тысяча и один бряк Действие происходит в средневековом Багдаде. Пинки, Брейн и их новый друг Эгвинд путешествуют вместе, пока последнего не съедает морское чудовище. Брейн решает украсть королевских арабских лошадей, чтобы с их помощью захватить весь мир. Он предупреждает Пинки, что их легко напугать. Тогда Пинки решил дунуть в рожок, чтобы предупредить лошадей. Это привлекает внимание королевской гвардии. Их приводят в королевский дворец, где султанша жаждет истории и спрашивает Брейна, может ли он её рассказать. Брейн рассказывает историю Али Бабрейна, бедного дровосека, который наткнулся на группу из 40 воров. Они прятали свои украденные драгоценности в пещере с паролем (который был очень прост — «Пещера123»). Как только воры уходят, Бабрейн входит в пещеру и находит сокровище. Бабрейн приносит домой его своему брату Пинкибу, который очень им заинтересовался. Бабрейн хочет использовать сокровища, чтобы захватить Аравию, но Пинкиб завидовал удаче Бабрейна и хотел сам увидеть пещеру. Однако Пинкиб не знал пароля и был пойман ворами. Бабрейн успешно завершил своё изобретение, чтобы захватить Аравию, в то время как Пинкиб был уведён предводителем воров. Пинки эта идея не нравится, и он спрашивает, может ли Пинки подружиться с ворами, превратившись в русалку. Брейну не нравится его идея, но султанша поддержала такой поворот сюжета. Пинки хочет, чтобы Пинкиб стал новым лидером воров, а султанша хочет, чтобы Бабрейн был наказан Пинкибом и ворами. Брейн протестует, но султанша прикажет отрубить ему голову, если он изменит историю. Тогда Брейн решает рассказать новую историю о мальчике по имени Брейнладин. Брейнладин был гением, но никто его не ценил, поэтому ему приходилось воровать еду с улиц. Однажды Брейнладин нашёл волшебную лампу с джинном (Пинки), который исполнит три его желания. Благодаря первому желанию, у Брейнладина появился роскошный дворец, но в нём кроме него и джинна никого нет. Поэтому ему нужно что-нибудь в помощь. Джинн даёт ему посох, но Брейнладину нужны слуги. Он хочет стать самым могущественным и богатым во всей стране. Но на этом моменте Пинки прерывает рассказ, и султанша просит его рассказать свою историю о Пинкбаде-мореходе. Пинкбад искал новое перо на свой тюрбан, вместо старого, которые вышло замуж. Пинкбад тогда пытался вернуть футболку в магазин. Пинкбад попросил наличные, но кассир предложила ему только скидки на покупки. История Пинки раздражает Брейна. Он назвал Пинки и султаншу обывателями и безмозглыми болванами. От злости он толкнул позолоченную вазу, и она разбилась. Это разозлило султаншу. Королевская стража погналась за Пинки и Брейном. Брейн говорит, что им нужно спастись и готовиться к следующему плану захвата мира. | Кэтлин Чен Брайан Полк                  | Бретт Варон                         | 20 ноября 2020 |
| 12          | 12         | Manny Manspreader / Мэнни Мэнспредер Дот, Якко и Вакко отправляются в кино на фильм со Скалой в главной роли и пытаются занять места вместе в переполненном театре. Когда Дот собирается сесть, высокий мужчина по имени Мэнни занимает место и раздвигает ноги. Из-за того, что он загораживает экран, Уорнеры пропускают большую часть фильма. Они замышляют отвлечь других кинозрителей с единственной целью — заставить Мэнни сдвинуть ноги поближе. Это работает, и Уорнеры наслаждаются остальной частью фильма. После фильма, когда они садятся в автобус, Мэнни подходит к ним и спрашивает, занято ли место. | Джесс Лочер Эндрю Барбо                 | Бретт Варон                         | 20 ноября 2020 |
| 13          | 13         | Hindenburg Cola / Гинденбургская кола Сбежав от Ральфа, Дот, Вакко и Якко идут в кабинет доктора Шмыг-Царапа и замечают его фиолетовым, покрытым в зелёный горошек. Он им ответил, что отравился квашеной капустой и теперь страдает от пищевого отравления. Желая вылечить его, Уорнеры предлагают свою помощь. Доктор просит гинденбургскую колу — очень редкую немецкую газировку. Добравшись до магазина, который находился от них очень далеко, дедушка-кассир сказал им, что позади него осталась одна банка. Уорнеры тут же мчатся за ней, но их останавливает Нильс Нидхарт. Они крадут у него банку и убегают, а он гонится за ними. Дошло до того, что Якко и Дот решают улететь от Нидхарта на Вакко, который может раскрываться как планёр. Но Нильс успевает поймать Вакко за хвост — он рвётся, а затем отрастает, и Нильс падает на землю, возвращаясь в ад. Когда Уорнеры возвращаются на стоянку с содой, Шмыг-Царап показывает, что он не был болен, и что это была всего лишь уловка, чтобы отомстить над выходками Уорнеров, которые были ещё в оригинальном шоу 90-х. После того, как он выпивает соду, на этот раз он заболевает от её употребления. Его голова превращается в дирижабль Гинденбург и врезается в здания, разрушая их. | Эрик Бранкскам                          | Эрик Натсон                         | 20 ноября 2020 |
| 13          | 13         | Roadent Trip / Мышиное путешествие Брейн работает над изобретением, в то время как Пинки играется с роботом-пылесосом. Когда Брейн заглядывает внутрь, он находит самонавигационный чип, чтобы завершить своё изобретение — самоуправляемый автомобиль. Вскоре в комнату заходит охранник и берёт сломанного робота на ремонт, в то время как Пинки и Брейн прячутся в машине. После того, как пылесос отправлен на ремонт, Брейн хочет освободить себя и Пинки, но он застрял в машине, потому что оставил кнопку разблокировки снаружи машины. Брейн случайно включает машину и выезжает на дорогу. Пинки воспринимает это как дорожное путешествие, в то время как Брейн беспокоится, что они будут в этой машине вечно. Через несколько дней Брейн устал в ней сидеть, а Пинки хоть бы хны. Чтобы разбавить обстановку, Пинки спрашивает Брейна, почему он хочет захватить мир. Брейн объясняет, что когда он был ещё ребёнком, его тестировали электрошоковой тарелкой с сыром. С тех пор он поклялся, что будет контролировать ситуацию, а не люди. Пинки же говорит, что его проверяли, давая ему разные виды сыра. Но он не мог отличить вкуса. Пинки уточнил, что различие вкусов в сырах минимально, прочитав информацию из Википедии на планшете. Брейн вдруг злостно негодует, говоря, что всё это время у него был планшет, и он ему был нужен для того, чтобы остановить машину. Пинки и Брейн покидают машину и обнаруживают, что машина едет в ремонтную мастерскую, чтобы встретиться со своим любовником роботом-пылесосом из лаборатории. | Джо Сондерс                             | Скотт О’Брайен                      | 20 ноября 2020 |
| 13          | 13         | Flotus, Flotus. What Do You Know About Us? / Что вы знаете о первых леди? Дот решает спеть песню о Первых леди США, но когда время для песни заканчивается, она должна петь её всё быстрей и быстрей. | Джесс Лочер                             | Адриэль Гарсия                      | 20 ноября 2020 |

### 2 сезон (2021)
| № в сериале | № в сезоне | Название                                                                                 | Автор(ы) сценария                           | Режиссёр(ы)              | Дата премьеры |
| ----------- | ---------- | ---------------------------------------------------------------------------------------- | ------------------------------------------- | ------------------------ | ------------- |
| 14          | 1          | Rome Sweet Rome / Рим, милый Рим                                                         | Лукас Крэндлс Тимоти Наш                    | Кэти Райс                | 5 ноября 2021 |
| 14          | 1          | Backwards Pinky / Пинки задом наперёд                                                    | Кэтлин Чен Брайан Полк                      | Кэти Райс                | 5 ноября 2021 |
| 14          | 1          | Wakko’s Short Shorts: Now Loading / Юморески Вакко в трусах: Загрузка                    | Тимоти Наш Лукас Крэндлс                    | Брэд Варон               | 5 ноября 2021 |
| 15          | 2          | Please Submit / Подтвердите заявку                                                       | Кэтлин Чен Брайан Полк                      | Брэд Варон               | 5 ноября 2021 |
| 15          | 2          | The Flawed Couple / Завидная пара                                                        | Джеймс Батлер                               | Адриэль Гарсия           | 5 ноября 2021 |
| 15          | 2          | Everyday Safety / Бытовая безопасность                                                   | Веллесли Вайлд Тед Малкерин                 | Брэд Варон               | 5 ноября 2021 |
| 16          | 3          | Rug of War / Ковёр войны                                                                 | Кэтлин Чен Брайан Полк                      | Эрик Натсон              | 5 ноября 2021 |
| 16          | 3          | Run Pinky Run / Беги, Пинки, беги                                                        | Джеймс Батлер Брэд Деприма                  | Эрик Натсон              | 5 ноября 2021 |
| 16          | 3          | The Hamburg Tickler / Гамбургский Щекотун                                                | Кэтлин Чен Брайан Полк                      | Эрик Натсон              | 5 ноября 2021 |
| 17          | 4          | Ralph World / Мир Дикого Ральфа                                                          | Веллесли Вайлд                              | Кэти Райс                | 5 ноября 2021 |
| 17          | 4          | My Super Sour Sixteen / Мои грустные 16 лет                                              | Кэтлин Чен Брайан Полк Джордан Вандина      | Кэти Райс                | 5 ноября 2021 |
| 17          | 4          | How to: Brain Take Over the World / Как захватить мир                                    | Джеймс Батлер Брэд Деприма                  | Кэти Райс                | 5 ноября 2021 |
| 18          | 5          | The Warners Are Present / Анимашки в музее                                               | Кэтлин Чен Брайан Полк                      | Брэд Варон               | 5 ноября 2021 |
| 18          | 5          | The Pinktator / Диктатор Пинки                                                           | Брэд Деприма                                | Брэд Варон               | 5 ноября 2021 |
| 18          | 5          | Know Your Scroll / Знай свой сериал                                                      | Джеймс Батлер                               | Брэд Варон               | 5 ноября 2021 |
| 19          | 6          | Yakko’s Big Idea / Свежая идея Якко                                                      | Лукас Крэндлс Тимоти Наш                    | Эрик Натсон              | 5 ноября 2021 |
| 19          | 6          | Mouse Congeniality / Мышкам гениальность                                                 | Лукас Крэндлс Тимоти Наш                    | Эрик Натсон              | 5 ноября 2021 |
| 19          | 6          | Rejected Animaniacs Characters / Непринятые персонажи Анимашек                           | Веллесли Вайлд Тед Малкерин Джордан Вандина | Эрик Натсон              | 5 ноября 2021 |
| 20          | 7          | Yakko Amakko / Якко Амакко                                                               | Лукас Крэндлс Тимоти Наш                    | Брэд Варон               | 5 ноября 2021 |
| 20          | 7          | The Longest Word / Самое длинное слово                                                   | Кэтлин Чен Брайан Полк                      | Кэти Райс                | 5 ноября 2021 |
| 20          | 7          | Happy Narfday! / День Брякждения!                                                        | Джеймс Батлер                               | Кэти Райс                | 5 ноября 2021 |
| 20          | 7          | Magna Cartoon / Мультия вольностей                                                       | Лукас Крэндлс Тимоти Наш                    | Кэти Райс                | 5 ноября 2021 |
| 21          | 8          | Wakkiver Twist (part 1) / Ваккивер Твист (часть 1)                                       | Лукас Крэндлс Тимоти Наш                    | Брэд Варон               | 5 ноября 2021 |
| 21          | 8          | Plight of Hand / Ловкость рук                                                            | Кэтлин Чен Брайан Полк Веллесли Вайлд       | Брэд Варон               | 5 ноября 2021 |
| 21          | 8          | Wakkiver Twist (part 2) / Ваккивер Твист (часть 2)                                       | Лукас Крэндлс Тимоти Наш                    | Брэд Варон               | 5 ноября 2021 |
| 22          | 9          | What is That? / Что это?                                                                 | Тед Малкерин Веллесли Вайлд                 | Эрик Натсон              | 5 ноября 2021 |
| 22          | 9          | Mouse Madness / Мышиное безумие                                                          | Лукас Крэндлс Тимоти Наш                    | Эрик Натсон              | 5 ноября 2021 |
| 22          | 9          | Christopher Columbusted / Обманщик Христофор Колумб                                      | Лукас Крэндлс Тимоти Наш                    | Эрик Натсон              | 5 ноября 2021 |
| 22          | 9          | Fake Medicines / Поддельное лекарство                                                    | Веллесли Вайлд Кэтлин Чен Брайан Полк       | Брэд Варон               | 5 ноября 2021 |
| 23          | 10         | Exercise Minute / Минутка упражнения                                                     | Веллесли Вайлд Кэтлин Чен Брайан Полк       | Брэд Варон               | 5 ноября 2021 |
| 23          | 10         | Reichenbrain Falls / Рейхенбрейнский водопад                                             | Кэтлин Чен Брайан Полк                      | Кэти Райс                | 5 ноября 2021 |
| 23          | 10         | Targeted Ads / Таргетированная реклама                                                   | Веллесли Вайлд Тед Малкерин                 | Брэд Варон               | 5 ноября 2021 |
| 23          | 10         | Starbox and Cindy 2 / Старбокс и Синди 2                                                 | Кэти Райс                                   | Кэти Райс                | 5 ноября 2021 |
| 24          | 11         | A Brief History of History / Краткая история истории                                     | Лукас Крэндлс Тимоти Наш                    | Эрик Натсон              | 5 ноября 2021 |
| 24          | 11         | The Incredible Gnome in People’s Mouths: Gerard / Невероятный гном во ртах людей: Герард | Джесс Лочер                                 | Эрик Натсон              | 5 ноября 2021 |
| 24          | 11         | The Prisoners Dilemma / Дилемма заключённого                                             | Кэтлин Чен Брайан Полк                      | Кэти Райс                | 5 ноября 2021 |
| 24          | 11         | Math-terpiece Theater: Beach Balls / Шедевральная математика: Пляжные мячики             | Джесс Лочер                                 | Брэд Варон               | 5 ноября 2021 |
| 25          | 12         | Warner’s Ark / Уорнеров ковчег                                                           | Джесс Лочер                                 | Брэд Варон               | 5 ноября 2021 |
| 25          | 12         | The Apology / Извинение                                                                  | Кэтлин Чен Брайан Полк Веллесли Вайлд       | Брэд Варон               | 5 ноября 2021 |
| 25          | 12         | Narf Over Troubled Water / «Бряк» над неспокойной водой                                  | Кэтлин Чен Брайан Полк                      | Кэти Райс                | 5 ноября 2021 |
| 25          | 12         | The Warner’s Vault / Хранилище Уорнеров                                                  | Веллесли Вайлд Джесс Лочер                  | Кэти Райс                | 5 ноября 2021 |
| 26          | 13         | 80’s Cats / Ретро-кошки                                                                  | Веллесли Вайлд Тед Малкерин                 | Кэти Райс                | 5 ноября 2021 |
| 26          | 13         | All About The Benjamin / Всё о Бенджамине                                                | Мэтт Пабиан Кэти Райс                       | Кэти Райс                | 5 ноября 2021 |
| 26          | 13         | 23 and WB / 23 и WB                                                                      | Кэтлин Чен Брайан Полк                      | Кэти Райс Адриэль Гарсия | 5 ноября 2021 |